# Châteaux-Landon
Chateaux-Landon